# Édith Piaf

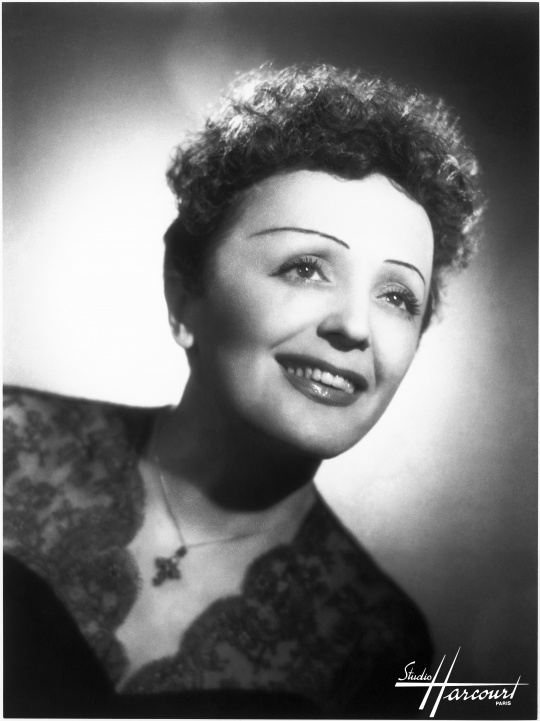
Édith Piaf (1950)

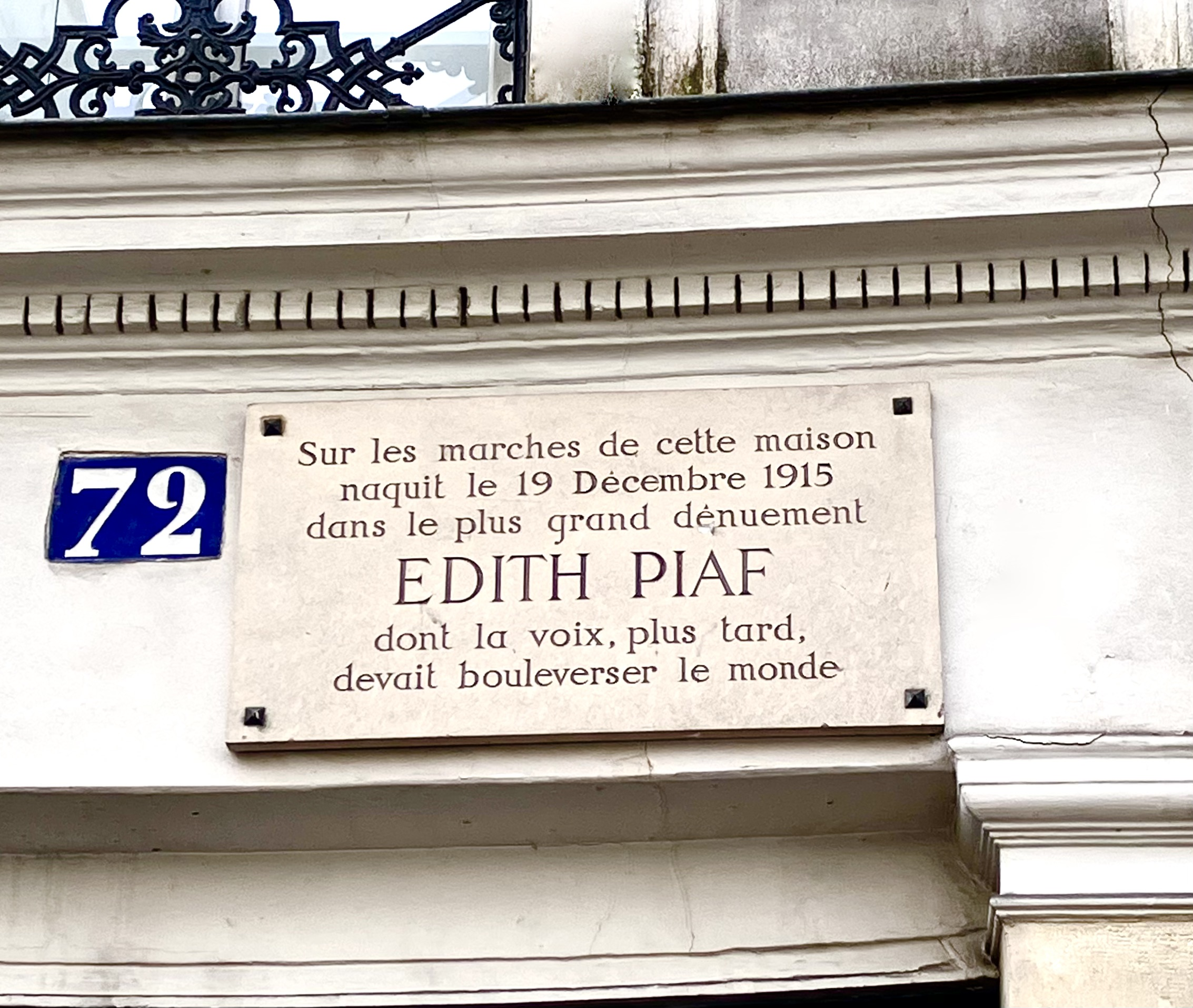
Steintafel über dem Eingang ihres Geburtshauses im Pariser Stadtteil Belleville

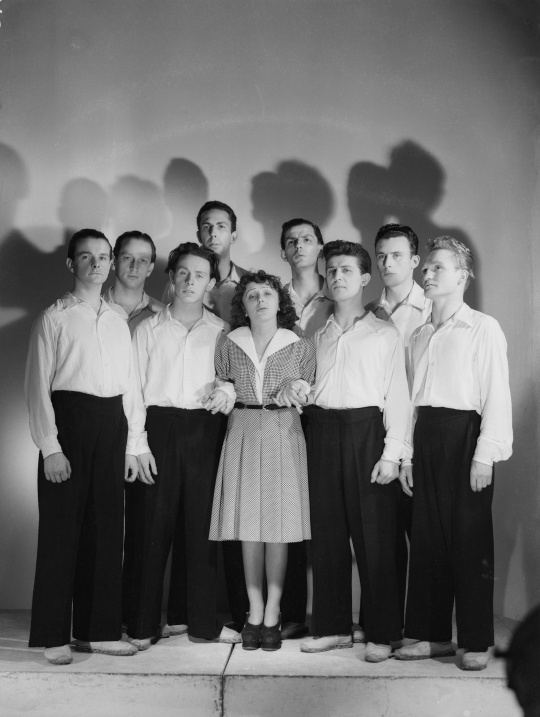
Piaf mit den Compagnons de la Chanson im Jahr 1946

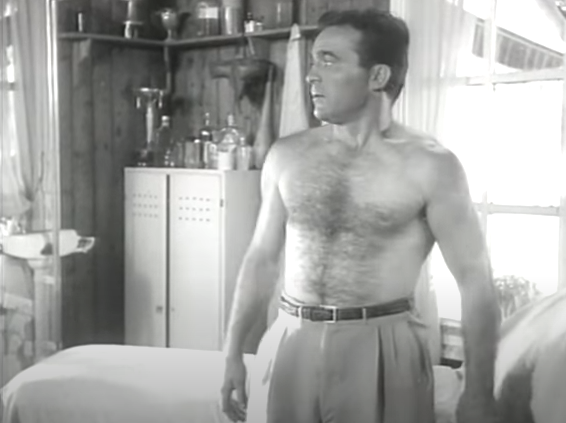
Boxweltmeister Marcel Cerdan

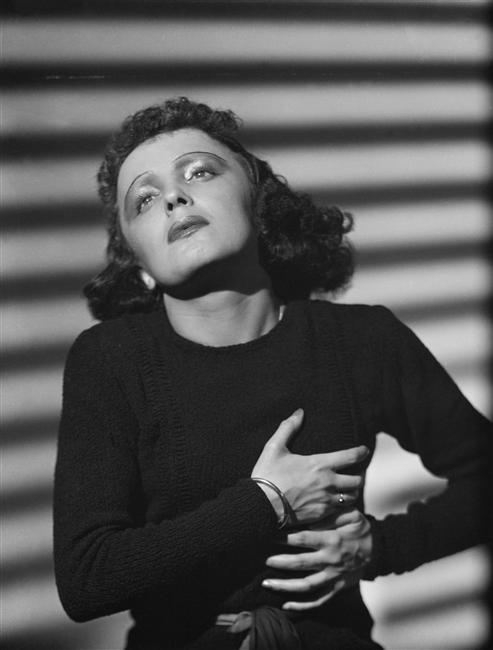
Piaf 1939

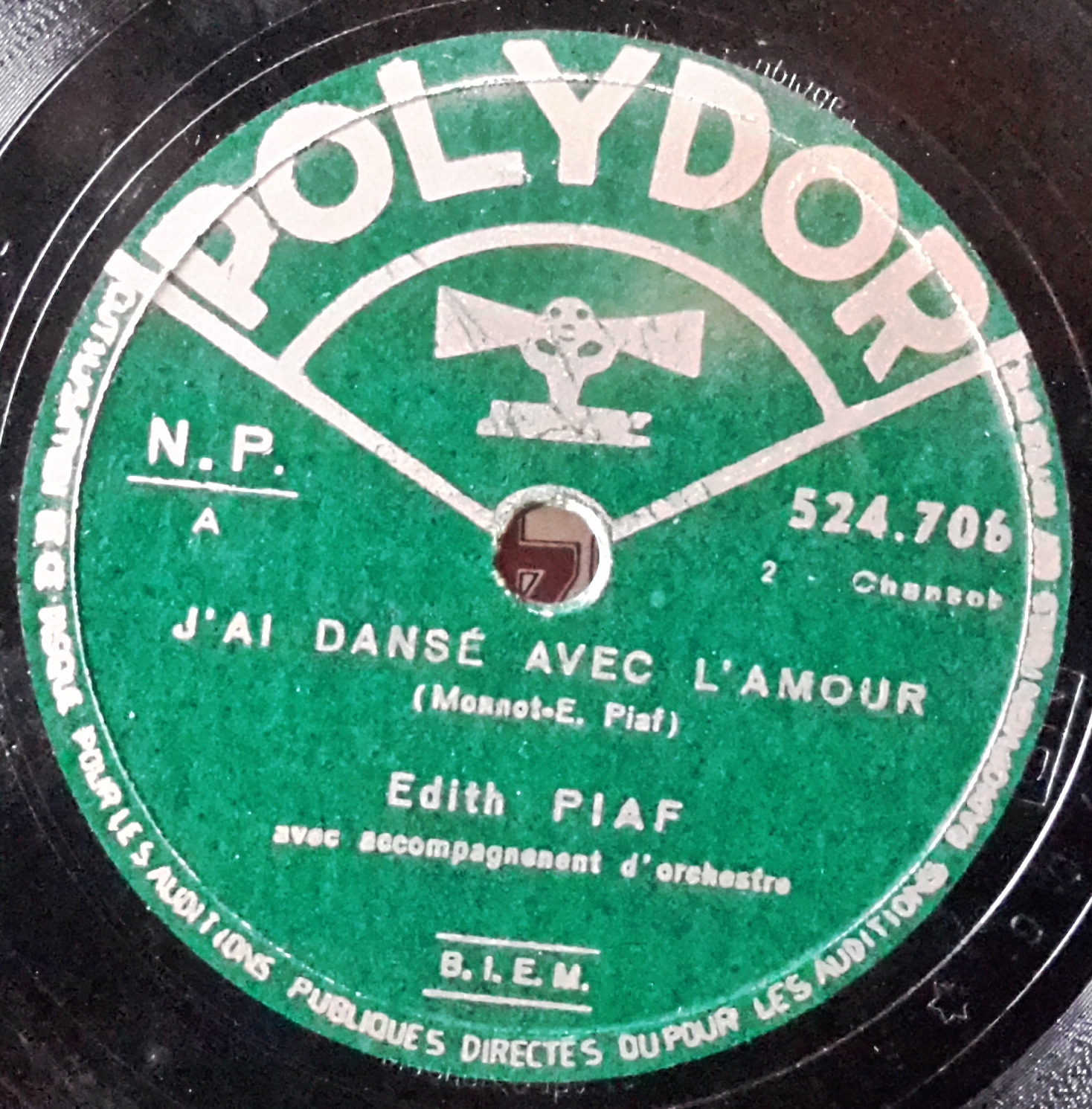
Edith Piaf sang auch Blues-Artiges; hier ein berühmtes Beispiel auf Polydor

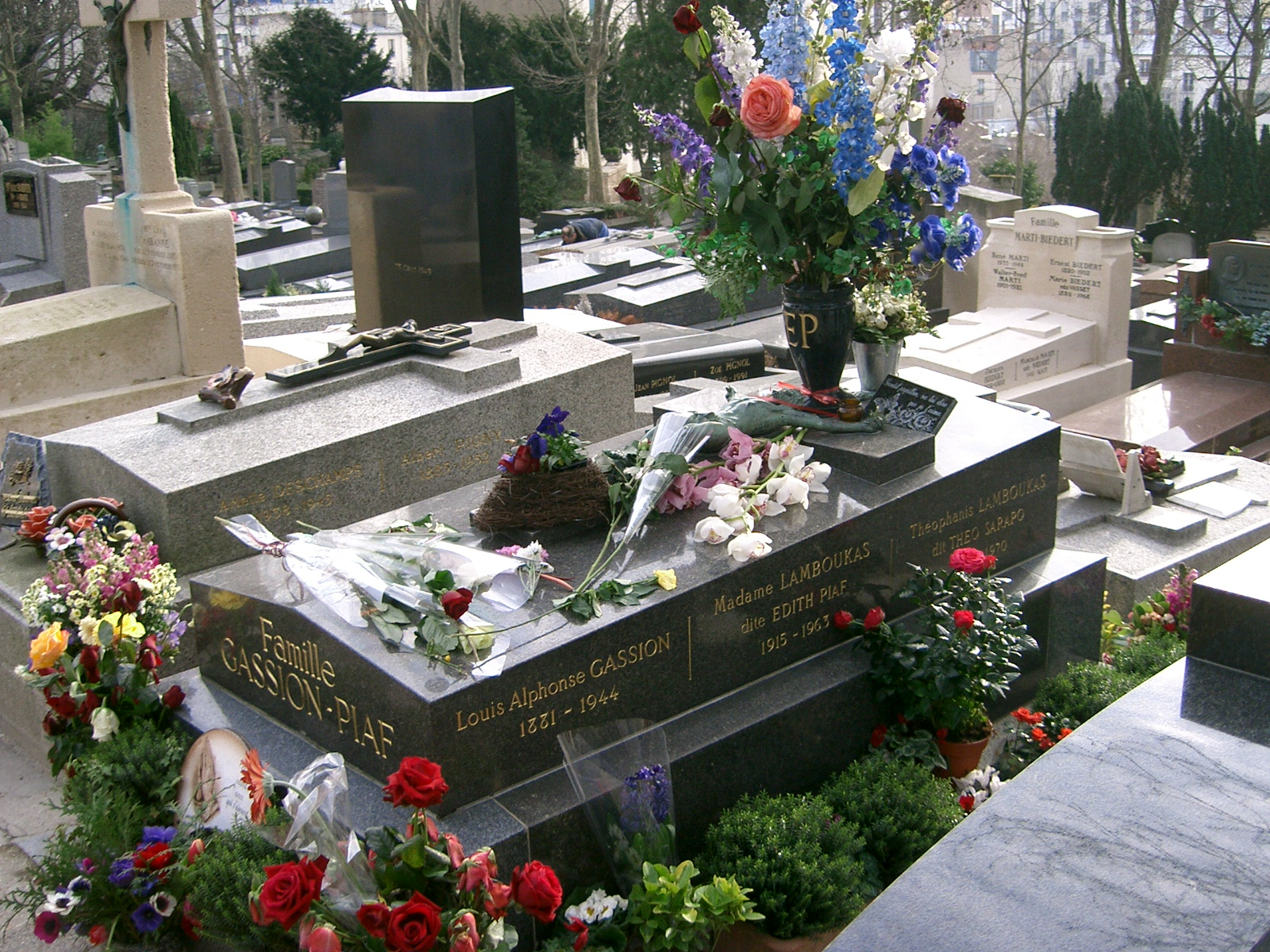
Grab von Édith Piaf auf dem Cimetière du Père Lachaise

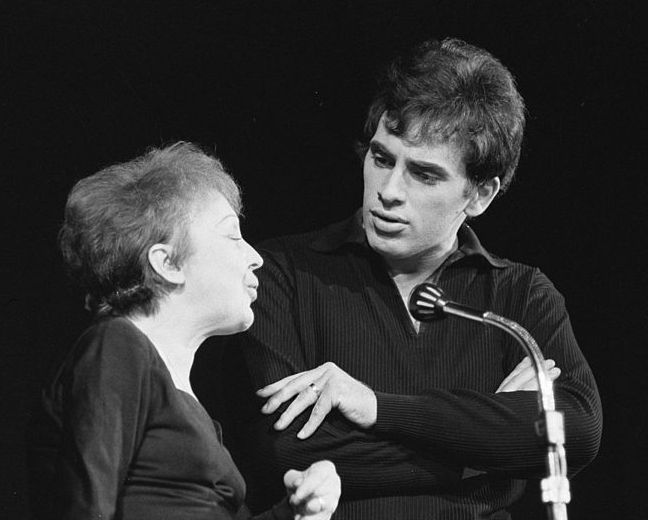
Édith Piaf mit Théo Sarapo

Édith Piaf (bürgerlich Édith Giovanna Gassion; * 19. Dezember 1915 in Paris; † 10. Oktober 1963 in Plascassier) war eine französische Sängerin, die durch ihre Interpretation von Chansons weltberühmt wurde. Ihre Ausdruckskraft und ihr Gesangsstil schienen die Tragödien ihres Lebens widerzuspiegeln. Zu ihren größten Erfolgen gehören La vie en rose, Milord, Hymne à l’amour und Non, je ne regrette rien.

## Leben

### Kindheit
Édith Piaf wurde einige Wochen nach der Geburt (nach anderen Darstellungen im Alter von zwei Jahren) im Pariser Stadtteil Belleville von ihrer Mutter, Annetta Jacqueline Gassion, geborene Maillard, einer Kaffeehaussängerin italienisch-marokkanischer Abstammung, verlassen. Sie wuchs bei deren Mutter auf, bei der das verwahrloste Mädchen Hunger litt. Damit seine Tochter wieder zu Kräften kam, brachte ihr Vater, Louis Alphonse Gassion, der als Schlangenmensch in einem Wanderzirkus arbeitete, sie 1917 bei seiner eigenen Mutter unter, die ein Bordell in Bernay in der Normandie betrieb. Dort fühlte sich das Mädchen wohler, bis es 1919 an einer Entzündung der Augenhornhaut erkrankte und zu erblinden drohte. 1921 pilgerte ihre Großmutter mit ihr zur heiligen Therese von Lisieux; fortan führte Édith Piaf ihre Heilung auf diese Wallfahrt zurück. Sie war sieben Jahre alt, als ihr Vater sie erstmals mitnahm; und von ihrem zehnten Lebensjahr an begleitete sie ihn und wurde von ihm zur Straßensängerin geschult. Piaf wurde geprägt von der Gewalttätigkeit des Milieus, in dem sie aufwuchs, und vom Alkoholismus des Vaters.

### Beginn der Karriere in Paris
Als 15-Jährige verließ Piaf ihren Vater und zog mit einer Freundin als Straßensängerin nach Paris. Kurz darauf wurde sie von Louis Leplée entdeckt, der sie als Sängerin in sein Kabarett holte und ihr, die nur 1,47 Meter groß war, den Namen gab, unter dem sie bekannt wurde: la môme piaf (das Spatzenmädchen).
Mit 16 Jahren wurde sie schwanger und gebar am 11. Februar 1933 ihre Tochter Marcelle, die von deren Vater Louis Dupont aufgenommen wurde, bei diesem lebte und im Alter von zwei Jahren an einer Hirnhautentzündung starb.
Im Jahr 1935 nahm Édith Piaf ihre erste Schallplatte auf. Als Leplée ermordet wurde, bezichtigte man sie der Mitwisserschaft. Obwohl sie vom Gericht freigesprochen wurde, verließ sie Paris und kehrte dorthin erst 1937 zurück. Fortan wurde sie von Raymond Asso, ihrem neuen Mentor, gefördert, der auch den Text zu dem Chanson Mon légionnaire schrieb, durch das Piaf bekannt wurde.

### Künstlerischer Durchbruch, Kriegs- und Besatzungszeit
In den Jahren danach gelang ihr der Durchbruch. Bühnenauftritte in ganz Europa und zahlreiche Schallplattenaufnahmen folgten. Sie setzte ihre Karriere auch während der deutschen Besatzungszeit im Zweiten Weltkrieg fort. Das von Michel Emer geschriebene Chanson L’Accordéoniste beschreibt die Liebe einer Prostituierten vor dem Hintergrund des Krieges. 1940 wurde Piaf „Patin“ des Kriegsgefangenen-Stammlagers Stalag III D in Berlin-Lichterfelde. 1942 wohnte Piaf im vornehmen 16. Arrondissement von Paris (heute Rue Paul-Valéry) oberhalb von L’Étoile de Kléber, einem Nachtklub, der zum Umfeld des Gestapo-Hauptquartiers gehörte. 1943 war sie mit weiteren französischen Künstlern, darunter Loulou Gasté, Raymond Souplex, Viviane Romance sowie Albert Préjean, auf einer Konzertreise in Berlin und posierte für Fotografen vor dem Brandenburger Tor. Im Frühjahr 1944 kam es zu ihrer ersten Zusammenarbeit mit Yves Montand im Moulin Rouge; sie stellte ihm unter anderem Joseph Kosma, Henri Crolla, Loulou Gasté, Jean Guigo, Henri Contet, Bob Castella und Francis Lemarque vor. Ihre Liebe zum sechs Jahre jüngeren griechischen Schauspieler Dimitris Horn blieb unerwidert.
Piaf stand nach dem Krieg im Verdacht, Kollaborateurin gewesen zu sein, doch entging sie einem Auftrittsverbot, da ihre Sekretärin, Andrée Bigard, sich als Mitglied der Résistance bekannte und für Piafs aufrechte Gesinnung bürgte. Fotos von Piaf mit kriegsgefangenen französischen Soldaten seien genutzt worden, um gefälschte Arbeitserlaubnisse auszustellen und einigen zur Flucht zu verhelfen. Piaf musste mehrmals vor dem französischen Säuberungsausschuss aussagen, zuletzt am 30. November 1945. Zwar wurde sie vom Kollaborationsvorwurf freigesprochen, dennoch hing ihr der Ruf einer Kollaborateurin an. So wurde im französisch besetzten Saarbrücken am 11. April 1946 einer ihrer Auftritte vom Militärgouverneur im Saarland, Gilbert Grandval, einem ehemaligen Widerstandskämpfer, unterbrochen und endete in einem lautstarken Disput zwischen Piaf und Grandval vor dem Publikum. Die Berichterstattung über das Konzert wurde behördlich unterbunden. Bereits im März 1946 waren bei der französischen Militärverwaltung Bedenken laut geworden, ob Piaf die Kultur der französischen Nation glaubwürdig im Ausland vertreten könne.

### Freundschaften und Ehen, Karrierehöhepunkt und gesundheitlicher Niedergang
Piaf geriet in eine schwere seelische Krise, als ihr Geliebter, der Boxweltmeister Marcel Cerdan, im Oktober 1949 bei einem Flugzeugabsturz ums Leben kam. Schlagzeilen machte auch ihre Liebesbeziehung mit dem Radrennfahrer Louis Gérardin. „Toto“ Gérardin verließ für Piaf seine Ehefrau, die das Paar von einem Privatdetektiv beschatten ließ. Nach Beendigung der Affäre mit Piaf, die zwei Jahre dauerte, schrieb Gérardin: „Zwei Tage und zwei Nächte mit der Piaf sind anstrengender als eine Etappe der Tour de France.“ 54 Liebesbriefe, die Piaf 1951 und 1952 an Gérardin geschrieben hatte, wurden im Mai 2009 für 67.000 Euro an einen unbekannten Bieter versteigert.
Im Jahr 1952 heiratete Piaf den Sänger Jacques Pills, von dem sie sich 1956 scheiden ließ. Ihre Trauzeugin war Marlene Dietrich. Die beiden Künstlerinnen verband eine jahrzehntelange Freundschaft. In den 1950er Jahren unterhielt Piaf eine Liebesbeziehung zu dem Chansonnier Georges Moustaki, der 1959 zu einer Komposition von Marguerite Monnot Milord textete, das Piafs größter Erfolg wurde. Große Bedeutung hatte bereits zu Piafs Lebzeiten und darüber hinaus auch Non, je ne regrette rien, das von Charles Dumont und Michel Vaucaire geschrieben und ebenfalls im Jahr 1960 veröffentlicht wurde. Sie widmete es, wie schon frühere Lieder, der französischen Fremdenlegion, die im Algerienkrieg eine wichtige Rolle spielte.
Im September 1958 verlor Moustaki auf einer gemeinsamen Autofahrt die Kontrolle über das Fahrzeug, das mit einem LKW kollidierte. Während eines mehrmonatigen Krankenhausaufenthaltes wurde die schwer verletzte Piaf mehrmals operiert und erhielt Morphium gegen ihre Schmerzen, was zu einer lebenslangen Drogenabhängigkeit geführt haben soll. Dem übermäßigen Alkoholkonsum entsagte sie hingegen, erkrankte jedoch an einer chronischen rheumatoiden Arthritis.
Während eines Konzertes in Stockholm Ende der 1950er Jahre erlitt Piaf einen Schwächeanfall, woraufhin man bei ihr eine unheilbare Krebserkrankung diagnostizierte. Piaf setzte ihre Tournee trotzdem fort. Auf Reisen wurde sie von da an von einer Krankenschwester begleitet, die ihr im Bedarfsfall Morphium gegen ihre Schmerzen verabreichte. Am 20. September 1959 brach Piaf auf der Bühne des Waldorf Astoria in New York zusammen und musste die meisten für 1960 geplanten Auftritte absagen. Neuerliche erfolgreiche Auftritte Piafs, u. a. mit ihrem neuesten Lied Non, je ne regrette rien, Ende 1960 sollen das Pariser Konzerthaus Olympia vor dem finanziellen Ruin bewahrt haben. Im Jahr 1961 gelang Piaf ein vielbeachtetes Comeback. Im Oktober 1962 heiratete sie den Sänger Théo Sarapo.
Édith Piaf förderte den musikalischen Nachwuchs ihres Landes und hatte somit großen Einfluss auf die Karrieren von Charles Aznavour, Gilbert Bécaud, Eddie Constantine, Yves Montand, Georges Moustaki, Jacques Pills und Francis Lai.
Anfang August 1963 brachten Sarapo und Piafs Impresario, Louis Barrier, die geschwächte Sängerin in ein abgelegenes Haus in Plascassier in der Provence. Dort verschlechterte sich ihr gesundheitlicher Zustand. An Piafs Seite waren ihre Sekretärin, Danielle Bonel, und eine Krankenschwester; Sarapo setzte unterdessen seine Tournee fort. Als Bonel ihn verständigte, dass seine Frau sterben werde, eilte er zu ihr, traf sie jedoch nicht mehr lebend an. Édith Piaf starb am 10. Oktober 1963 mittags.
Sarapo beschloss mit Bonel und Barrier, über Piafs Ableben zunächst Stillschweigen zu wahren und den Leichnam unbemerkt nach Paris zu überführen. Bonel besorgte einen Krankenwagen, in dem man gegen 20 Uhr die Reise nach Paris antrat. Über den illegalen Transport erzählte Bonel später: „Die Krankenschwester und Théo waren im Krankenwagen. Wären wir angehalten worden, hätten wir gesagt, sie sei gerade gestorben – unterwegs. Sie musste einfach in Paris sterben. Für sie gab es keine andere Möglichkeit. Sie hätte es mit Sicherheit so gewollt.“ Noch in derselben Nacht wurde Piafs Arzt geweckt. Er erklärte sich bereit, den Totenschein auszustellen und den Todeszeitpunkt mit dem 11. Oktober 1963 um 8 Uhr morgens in Paris anzugeben.
An diesem 11. Oktober 1963, ein halbes Jahr nach einem Herzinfarkt, starb auch Piafs Freund Jean Cocteau, der für sie 1940 den erfolgreichen Einakter Le Bel Indifférent geschrieben hatte (der ihr einziges Theaterengagement blieb). Vielfach wurde kolportiert, dass sein Herz versagt habe, als er die Nachricht von Piafs Tod erhielt; in manchen Zeitungen wurden die beiden als „Brautpaar des Todes“ bezeichnet.
40.000 Menschen nahmen an Piafs Begräbnis auf dem Friedhof Père Lachaise (Division 97, Nummer 71) in Paris teil. Noch heute wird ihr Grab, in dem auch ihr 1970 bei einem Autounfall ums Leben gekommener Ehemann Théo Sarapo und ihre Tochter bestattet sind, mit frischen Blumen geschmückt.

## Nachruhm
Das Édith-Piaf-Museum in der Rue Crespin du Gast in Paris stellt persönliche Erinnerungen, ein Kleid und die Porzellansammlung der Künstlerin aus. In Paris wurde zudem ein öffentlicher Platz nach ihr benannt. Das dramatische Leben der berühmten Sängerin, die oft als Maßstab für spätere Interpretinnen genannt wurde (etwa für die junge Mireille Mathieu, deren Stimme ein ähnliches Volumen und Timbre aufwies), wurde seit ihrem frühen Tod in zahllosen Zeitungsartikeln, Büchern und künstlerischen Bearbeitungen für Leinwand und Bühne in Frankreich wie im Ausland dargestellt.
Die englische Dramatikerin Pam Gems schrieb 1978 ein Theaterstück mit dem Titel Piaf. Die Schauspielerin Maria Bill trat im Jahr 1982 bei einer deutschsprachigen Inszenierung des Stücks als Piaf am Wiener Schauspielhaus auf. Für ihre Darbietung wurde sie mit der Kainz-Medaille ausgezeichnet, es folgte eine Tournee in der Schweiz und Deutschland. Danach gab Bill zahlreiche Konzertabende in Wien und anderen Städten. Die Karriere der Schauspielerin Maria Happel begann am Schauspielhaus Bremen, wo sie die Rolle der Edith Piaf spielte, die sie auch in dem Theaterstück "Spatz und Engel" am Wiener Burgtheater und u. a. auch an der Wiener Staatsoper verkörperte. Von 2016 bis 2019 wurde das Stück mit Vasiliki Roussi als Piaf im Alten Schauspielhaus der Schauspielbühnen Stuttgart sowie dem Theater Trier aufgeführt.
Die Dramatikerin Juliane Kann schrieb ein Stück mit dem Titel Piaf! Keine Tränen, das am 13. Dezember 2008 am Schauspielhaus Düsseldorf durch Daniela Löffler mit Susanne Tremper in der Titelrolle uraufgeführt wurde. Erneut und mit größerem Erfolg aufgenommen wurde das Stück in einer Inszenierung von Nikolaos Boitsos am Theater Paderborn mit Anne Bontemps in der Rolle von Piaf.
Das britische Trio The Tiger Lillies widmete Piaf sein Bühnenprogramm im Jahr 2016 sowie ein Konzeptalbum unter dem Titel Madame Piaf.
Im Jahr 2007 kam der Film La vie en rose von Olivier Dahan heraus, der das Leben Piafs zeigt, die von der Schauspielerin Marion Cotillard dargestellt wird. Cotillard erhielt dafür einen Oscar.
Bis heute werden immer wieder Kompilationen von Piaf-Liedern aufgelegt und erfolgreich vermarktet. Zahlreiche Künstlerinnen coverten ihre Lieder, darunter Patricia Kaas und Lara Fabian.

## Diskografie (Auswahl)
Piaf nahm über 200 Lieder auf Schallplatte auf, darunter (in Klammern das Aufnahmedatum):
- La Java en Mineur (Oktober 1935)
- L’Etranger (13. Januar 1936)
- Mon Amant de la coloniale (7. Mai 1936)
- Entre Saint-Ouen et Clignancourt (12. April 1937)
- Correq’ et réguyer (12. April 1937)
- Mon Cœur est au coin d’une rue (12. April 1937)
- Paris-Méditerranée (24. Juni 1937)
- Browning (24. Juni 1937)
- Mon légionnaire (12. November 1937)
- Partance (16. November 1937)
- Le Grand Voyage du pauvre nègre (3. Oktober 1938)
- Je n’en connais pas la fin (31. Mai 1939)
- Elle fréquentait la rue Pigalle (31. Mai 1939)
- Jimmy, c’est lui (5. April 1940)
- L’Accordéoniste (La Fille de joie est triste) (27. Mai 1940)
- Embrasse-moi (5. April 1940)
- J’ai dansé avec l’amour (27. Mai 1941)
- C’est un monsieur très distingué (27. Mai 1941)
- Simple comme bonjour (25. November 1942)
- Un Coin tout bleu (25. November 1942)
- C’était une histoire d’amour (15. Dezember 1942)
- J’ai qu’à l’regarder (31. Dezember 1942)
- Le Disque usé (18. Februar 1943)
- Le Brun et le Blond (18. Februar 1943)
- Un Monsieur me suit dans la rue (20. Januar 1944)
- Coup de grisou (21. Januar 1944)
- Le Chasseur de l’hôtel (27. Januar 1944)
- Y a pas d’printemps (4. Juli 1944)
- Monsieur Saint-Pierre (13. Mai 1945)
- Il riait (14. Mai 1945)
- Regarde-moi toujours comme ça (14. Mai 1945)
- Celui qui ne savait pas pleurer (14. Mai 1945)
- De l’autre côté de la rue (26. Juni 1945)
- Les trois cloches (Juni 1946 zusammen mit den Compagnons de la Chanson)
- La vie en rose (4. Januar 1947)
- Les Amants de Paris (11. Juni 1948)
- Amour du mois de Mai / Cousu de fil blanc (6. August 1948)
- Paris (3. Februar 1949)
- Le Prisonnier de la Tour (9. Februar 1949)
- Bal dans ma rue (10. Februar 1949)
- L’Orgue des amoureux (21. Juli 1949)
- Hymne à l’amour (2. Mai 1950)
- Tous les amoureux chantent (19. Juni 1950)
- C’est un gars / C’est d’la faute à tes yeux (7. Juli 1950)
- Si, si, si (16. April 1951)
- La Valse de l’amour (Mai 1951)
- Je hais les dimanches / Plus bleu que tes yeux / Padam … padam (15. Oktober 1951)
- La Rue aux chansons (8. November 1951)
- A l’enseigne de la fille sans cœur (23. November 1951)
- Jézebel (November 1951)
- Je t’ai dans la peau / Au bal de la chance (28. Juni 1952)
- Les Croix / Pour qu’elle soit jolie ma chanson (15. Juli 1953)
- N’y va pas Manuel (11. Dezember 1953)
- Johnny tu n’es pas un ange (24. Dezember 1953)
- La Goualante du pauvre Jean (16. Februar 1954)
- Heureuse (17. Februar 1954)
- Ça ira (10. April 1954)
- Sous le ciel de Paris (20. Oktober 1954)
- C’est à Hambourg (28. Februar 1955)
- Les Amants d’un jour (3. Januar 1956)
- Marie la française (4. Juli 1956)
- La Foule (25. November 1957)
- Mon manège à moi (21. März 1958)
- Les Neiges de Finlande (September 1958)
- Milord (8. Mai 1959)
- Mon Dieu (1960)
- Non, je ne regrette rien (10. November 1960)
- L’Homme de Berlin (7. April 1963)

## Auszeichnungen für Musikverkäufe
| Silberne Schallplatte - Vereinigtes Königreich - 1977: für das Album Portrait Of Piaf Goldene Schallplatte - Argentinien - 2004: für das Album The Legendary - Frankreich - 1978: für das Album Le Disque D’or Vol. 2 - 1980: für das Album Boite Hymne A L’amour (14 33 T.) - 1980: für das Album Hymne A L’amour - 1983: für das Album Ses Grands Succès - 1994: für das Videoalbum 30ème Anniversaire - 1995: für das Album Edith Piaf - 1998: für das Album 35ème Anniversaire - 1998: für das Album Ses Plus Grands Succès - 2006: für das Album Opération Premium Toupargel - Vereinigtes Königreich - 2013: für das Album The Legendary 2× Goldene Schallplatte - Frankreich - 1983: für das Album Master Série – Vol. 1 | Platin-Schallplatte - Australien - 1991: für das Album 20 ’French’ Hit Singles - Frankreich - 1988: für das Album 1937/1955–1955/1963 - 1995: für das Album 30ème Anniversaire - 2007: für das Album Eternelle (Best Of) 2× Platin-Schallplatte - Frankreich - 1989: für das Album Disque D’or 3× Platin-Schallplatte - Frankreich - 2007: für das Videoalbum Lhymne A La Mome |

| Land/RegionAuszeichnungen für Musikverkäufe (Land/Region, Auszeichnungen, Verkäufe, Quellen) | Silber  | Gold       | Platin     | Verkäufe  | Quellen                     |
| -------------------------------------------------------------------------------------------- | ------- | ---------- | ---------- | --------- | --------------------------- |
| Argentinien (CAPIF)                                                                          | —       | Gold1      | —          | 20.000    | capif.org.ar                |
| Australien (ARIA)                                                                            | —       | —          | Platin1    | 70.000    | aria.com.au                 |
| Frankreich (SNEP)                                                                            | —       | 11× Gold11 | 8× Platin8 | 2.545.000 | infodisc.fr snepmusique.com |
| Vereinigtes Königreich (BPI)                                                                 | Silber1 | Gold1      | —          | 160.000   | bpi.co.uk                   |
| Insgesamt                                                                                    | Silber1 | 13× Gold13 | 9× Platin9 |           |                             |

## Autobiografien
- Au bal de la chance (mit einem Vorwort von Jean Cocteau), 1958; Archipoche, Paris 2007, ISBN 978-2-35287-021-0.
- Ma vie, 1963; deutsch: Mein Leben. Rowohlt Taschenbuch, Reinbek 1966, ISBN 3-499-10859-3.

## Filmbiografien
- 1973: Der Spatz von Paris – Edith Piaf (Frankreich/USA) – Regie: Guy Casaril, mit Brigitte Ariel
- 1983: Edith und Marcel (Frankreich) – Regie: Claude Lelouch, mit Évelyne Bouix
- 1984: Piaf (TV, USA) – mit Jane Lapotaire
- 1994: Une brève rencontre: Édith Piaf (TV, Frankreich/USA) – Regie: Michel Wyn, mit Sophie Arthur
- 2007: La vie en rose (Frankreich) – Regie: Olivier Dahan, mit Marion Cotillard

## Dokumentationen
- Édith Piaf – Ohne Liebe ist man nichts von Marianne Lamour, in ARTE, Frankreich 2003 (52 Minuten)
- Die letzten Tage einer Legende – Édith Piaf Frankreich (50 Minuten)
- Piaf – Das ideale Konzert. Regie: Michael Poulin. Arte, Frankreich 2003